# Рязанов, Яким Меркурьевич
Яким (Иоаким) Меркурьевич Рязанов (16 [27] августа 1777 года, д. Шарташ, Екатеринбургский уезд, Пермская провинция — 15 [27] декабря 1849 года, Екатеринбург, Пермская губерния) — екатеринбургский купец 1-й гильдии, потомственный почётный гражданин, бургомистр (1811—1813) и городской голова (в 1814—1817, 1820—1823, 1841—1844 годах) Екатеринбурга. Представитель купеческой династии Рязановых.

## Биография
Родился 27 августа 1777 года в семье приписных к Екатеринбургским золотым промыслам государственных крестьян деревни Шарташ. Был младшим из трех выживших в младенчестве сыновей купца-старообрядца Меркурия Степановича Рязанова. В начале следующего года его отец вместе с 28 другими семействами шарташских крестьян подал челобитную о записи в екатеринбургское купечество с капиталом 900 рублей. Однако в город Рязановы окончательно переселились только около 1797 года.
К 1809 году владел собственным салотопенным заводом.
В 1814 году несмотря на противодействие властей начал строительство большой каменной старообрядческой церкви (будущей Свято-Троицкой церкви).

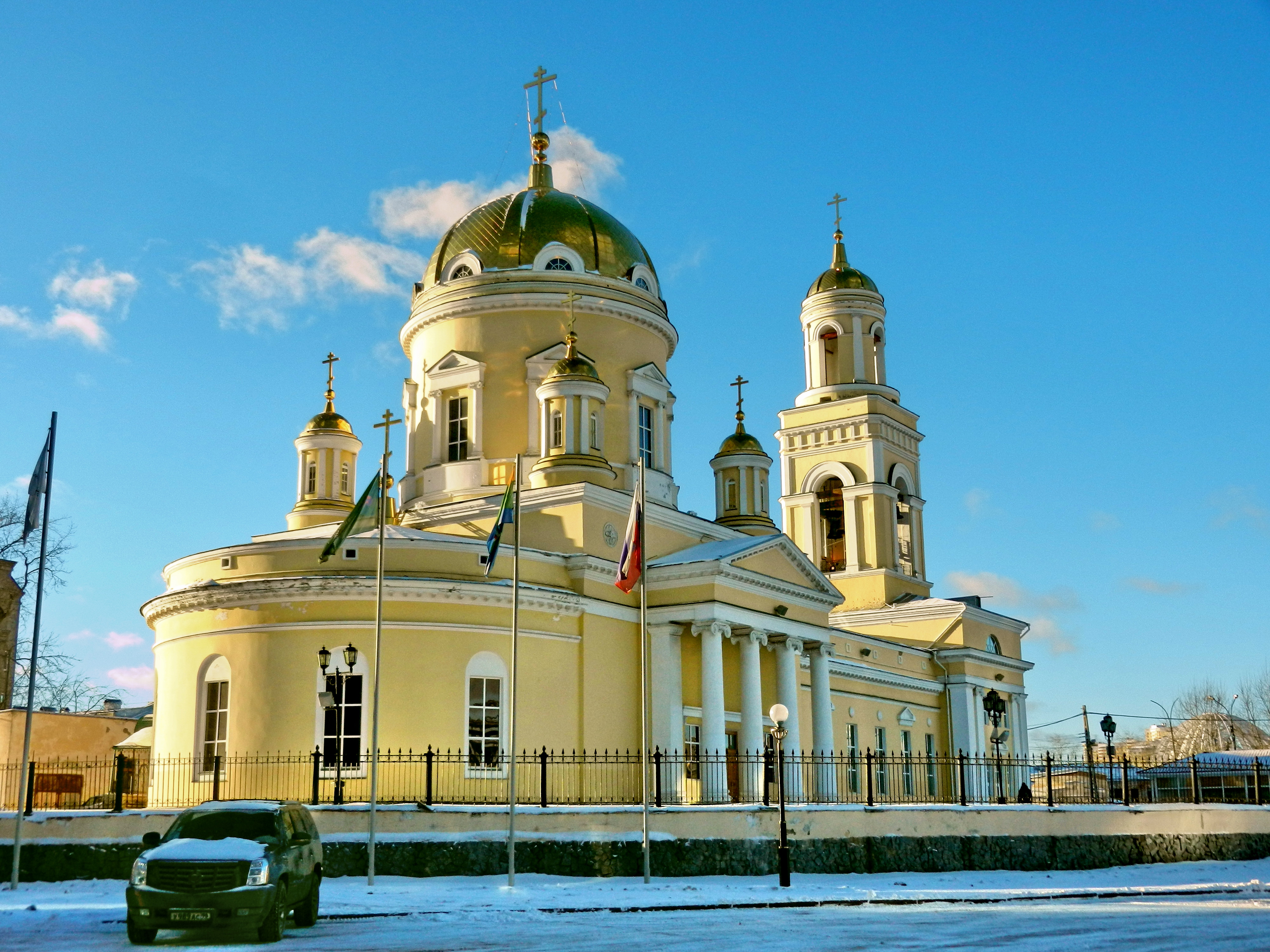
Свято-Троицкая церковь (ныне Троицкий собор)

Был старшиной и попечителем екатеринбургской старообрядческой Никольской часовни и старообрядческого общества и автором т. н. «Рязановского проекта» или «Дополнительных правил», которые были приняты собранием представителей старообрядческих общин Пермской, Тобольской и Оренбургской губерний в Екатеринбурге 10 (22) апреля 1818 года (в этих правила был представлен порядок подчинения старообрядческих общин светским властям).
В 1821 году был награждён первой золотой медалью на аннинской ленте за то, что «уговорил градское общество» пожертвовать для екатеринбургского уездного училища каменный двухэтажный дом.
Я. М. Рязанов торговал железом, мясом, рыбой, поташом, французскими винами и т. д. Принимал участие в делах Российско-Американской компании. Не всегда удача сопутстваовала ему. В 1823 году на реке Свирь затонуло судно с грузом его поташа на 50 тысяч рублей. В Таганроге сгорел склад с виноградным вином. В связи со смертью его константинопольского контрагента была потеряна часть закупленных им товаров. В сумме, согласно подсчетам самого Я. М. Рязанова, он понес убытки почти на 250 тысяч рублей.
В связи с собственным банкротством с июля 1824 по август 1835 года выбывал в сословие мещан.
Во время визита Александра I в Екатеринбург в сентябре того же 1824 года   Рязанов смог убедить царя выделить ему деньги на поиски золота в Сибири, хотя официально частным лицам было запрещено добывать золото. На полученные 25000 рублей было снаряжено несколько экспедиций в Тобольскую губернию, но золота они не нашли.
В 1826 году Рязанов совершил поездку в Петербург  с предложением о легализации беглопоповской организации. Предполагалось создание
старообрядческого духовного правления из старшин и священников «по выбору общества». Однако император просьбу отклонил.
В 1828 году совместно с купцами Г. Ф. Казанцевым и С. И. Баландиным организовали новую экспедицию в Томскую губернию, и к 1830-му году открыли богатейшее месторождение около реки Кундусуюл. Впоследствии это месторождение было отсужено томским купцом И. Д. Асташевым.
В январе 1829 года Рязанов вновь ходатайствовал о беглых попах. Снова было отказано. В мае того же года Я. М. Рязанов и Ф. Ф. Казанцев сложили с себя звание старообрядческих старшин.
Вместе с купцами-старообрядцами А. Т. Рязановым, И. С. Верходановым, С. И. Баландиным, А. И. Баландиным в начале 1830-х открыл и начал разработку первых золотых месторождений в Сибири и вошёл в число создателей «Рязановых, Баландиных и других лиц компании, высочайше утвержденной в 1835 году». Компания занималась поисками и эксплуатацией месторождений золота в Сибирской и Оренбургской губернии, на Северном и Южном Урале.
В 1835 году полностью расплатился с долгами и снова вошёл в сословие купцов.
В 1837 году Рязанов, совместно с В. Г. Казанцевым, И. Я. Харитоновым, И. Е. Полузадовым, Т. П. Зотовым, Е. А. Китаевым,
просил русское правительство о дозволении старообрядцам иметь независимых от епархии священников с подчинением их непосредственно Главному начальнику горных заводов Уральского хребта, т.е. В. А. Глинке. На этот раз просьба была Глинкой поддержана. Но все предложения о легализации уральских старообрядческих общин отвергли, а зачинщикам обращения пригрозили расследованием о злоупотреблениях на их золотых рудниках.
В марте 1838 года император
издает указ, согласно  которому всем раскольникам, имеющим свидетельства
на право торговли, запрещалось всякое участие в старообрядческих делах под угрозой лишения этого права.
25 июля (6) августа 1838 года Я. М. Рязанов пишет письмо на имя генерал-лейтенанта В. А. Глинки, в котором изъявляет «искреннее желание» перейти в единоверие. при условии самостоятельного подбора общиной священников без вмешательства епархии. Это устроило все стороны, власти разрешают официально открыть в 1839 году (уже как единоверческую) Свято-Троицкую церковь, далее известную также как Рязановская церковь. Претензии к предприятиям Рязанова тоже были забыты.
В 1840 году был награждён золотой медалью на владимирской ленте для ношения на шее «за усердное содействие, оказываемое ... к обращению раскольников на путь истины и особенное попечение в обустроении в городе Екатеринбурге единоверческой церкви».
В 1841 году в третий раз стал городским головой Екатеринбурга.
В 1846 году стал потомственным почетным гражданином.
Скончался 27 декабря 1849 года в Екатеринбурге от инсульта, похоронен на Рязановском кладбище.

### Усадьбы
В Екатеринбурге существовал памятник архитектуры «Дом Рязановых» по адресу Переулок Щедрина, 18а.  В 2002—2003 годах застройка переулка была полностью уничтожена в связи со строительством на его месте резиденции Полномочного представителя Президента РФ в Уральском федеральном округе.

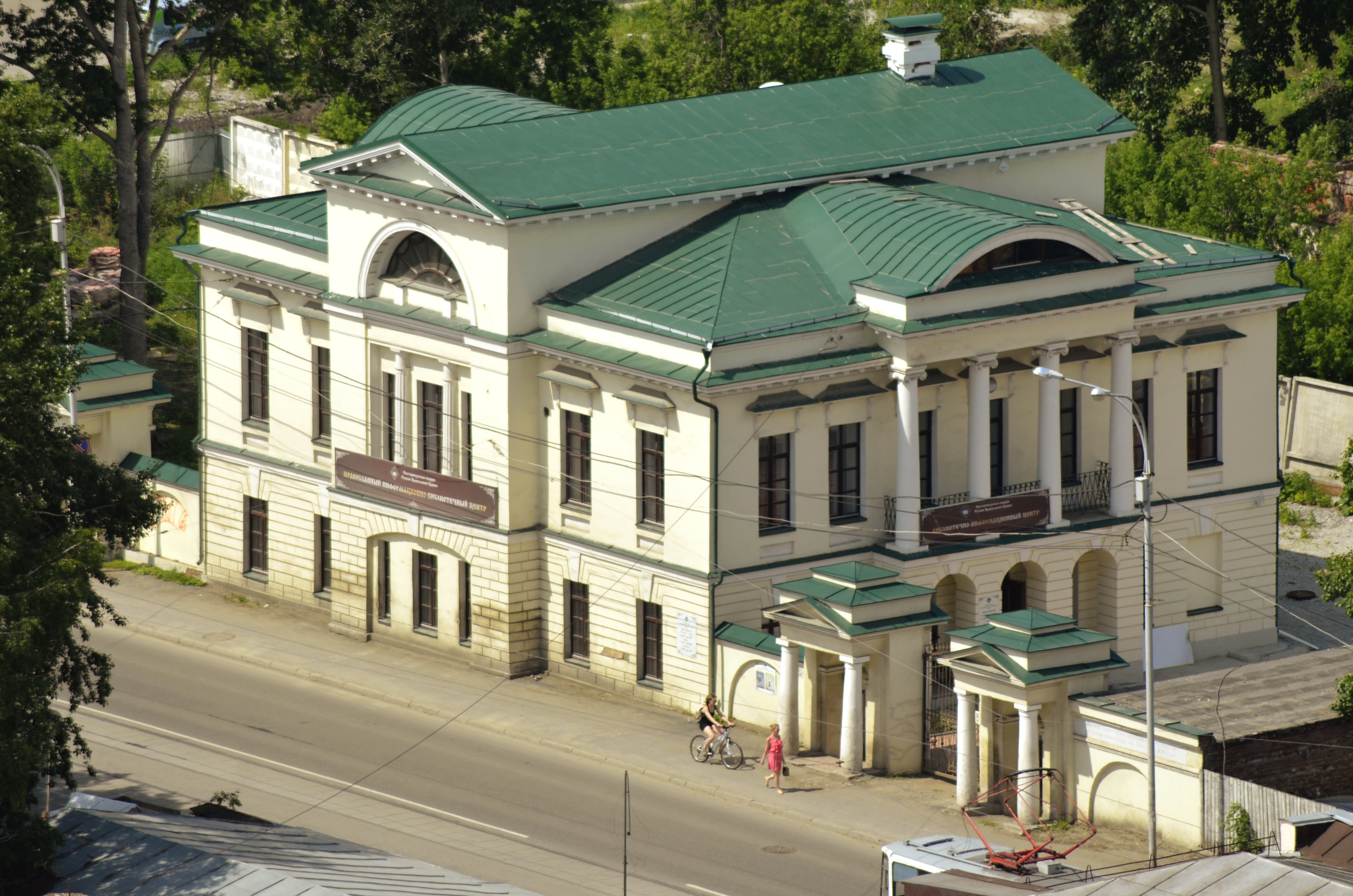
Малая усадьба Рязановых

Примерно в 1809-1814 годах Рязанов возводит собственный двухэтажный дом на улице Толстиковской (ныне этот дом имеет адрес Чапаева, 9). После этого улица на какое-то время стала носить название Рязановская.
В 1824 году в процессе банкротства дом был отдан казне, использовался как дом горного начальника, потом передан архиерейству. Церковное начальство при участии архитектора М. П. Малахова пристроило к зданию несколько церквей, их алтарные выступы видны до сих пор. До революции здание было известно как Архиерейский дом.  После революции здание отдали школе НКВД и надстроили до 4 этажей. Ныне в нем располагается пульмонологический диспансер.
Якиму Меркурьевичу также временами приписывается так называемый малый дом Рязановых (по адресу ул. Куйбышева, 63), построенный по проекту архитектора М. П. Малахова. На самом деле этот дом был построен в 1830-е годы купцом Блохиным и был куплен у него мещанином (но потомком купцов) И. А. Рязановым в конце 1860-х годов.

## Семья
Был женат на купеческой дочери Афанасии Васильевне Харитоновой. Будущий глава города П. Я. Харитонов приходился ей племянником.
Старший сын Яков родился около 1800 года, умер 1 августа 1847 г..
Средний сын, Иван Якимович (1814–1880), тоже был купцом I-ой гильдии, тоже избирался городским главой.
Младший сын, Александр Якимович (1818–?), помогал среднему в купеческих делах.
Внук, Петр Александрович Рязанов, был крещен 24 июля 1839 года, одним из первых в здании Свято-Троицкой церкви, называвшейся также Рязановской церквью.

## Награды
Награждён золотой медалью на Аннинской ленте «за склонение городского общества к пожертвованию дома для помещения в нем уездного училища» (1821), золотой медалью на Владимирской ленте «за усердное содействие к обращению раскольников на путь истины и особенное попечение об устройстве в городе Екатеринбурге единоверческой церкви» (1840).